# Número de teléfono

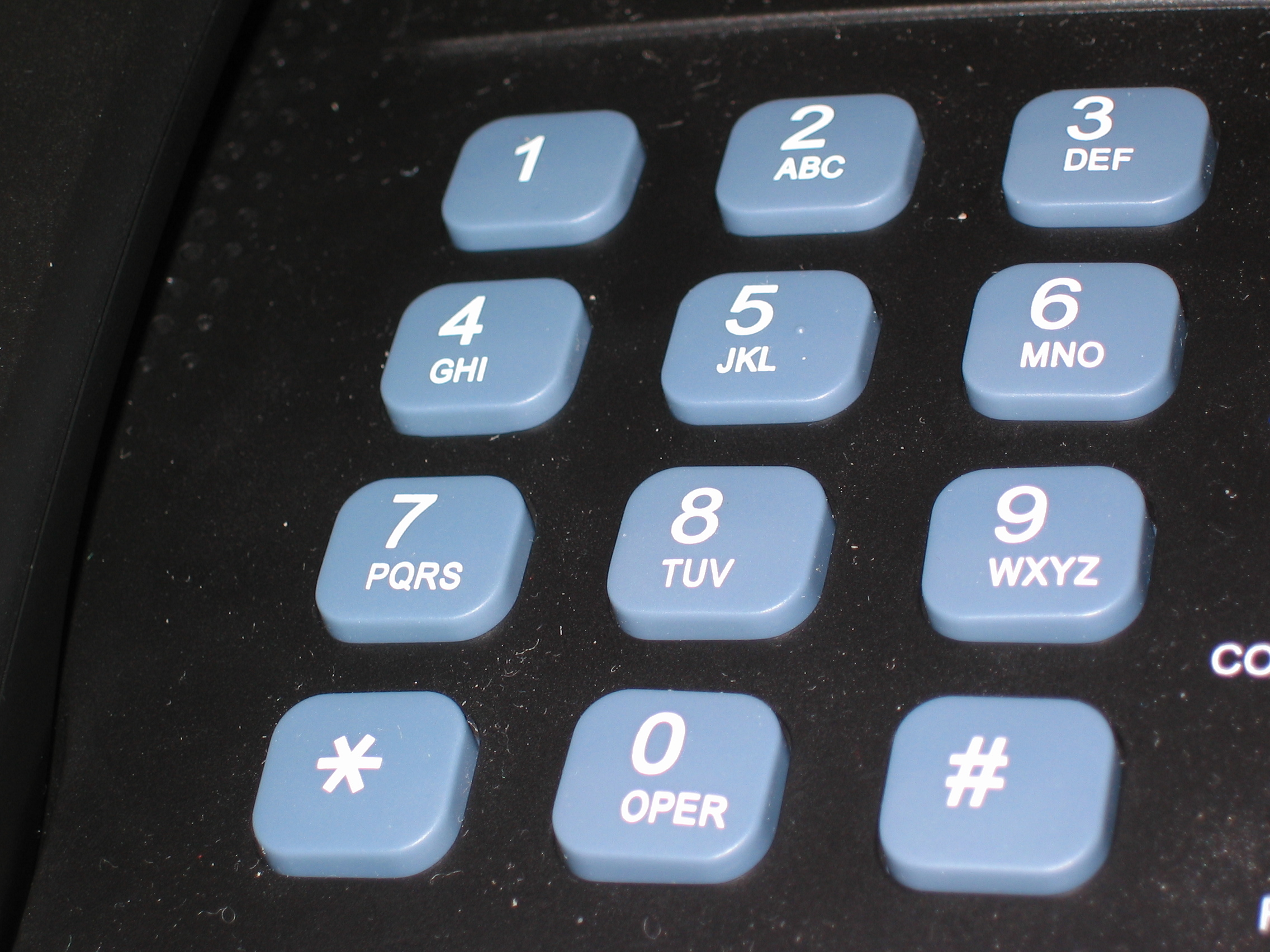
Teclado para marcación telefónicas

Un números de teléfono (abreviado como: tfno., tlf., teléf. o tel.) es una secuencia de dígitos utilizada para identificar una línea telefónica dentro de una red telefónica conmutada (RTC). El número contiene la información necesaria para identificar el punto final de la llamada. Los números de teléfono están a menudo asignados a líneas que tienen conectados dispositivos distintos de un teléfono, tales como faxes y módems. Cada uno de esos puntos de terminación de red tienen que tener un número único en la red para poder realizar una llamada telefónica.
La mayoría de los países utilizan números de longitud fija (para las líneas normales al menos), de forma que los equipos terminales pueden determinar la longitud necesaria del número de teléfono que se está marcando. También es posible que cada abonado tenga un conjunto de números más cortos para los destinos más frecuentes. Estos números cortos son traducidos automáticamente a números de teléfono únicos antes de establecer la llamada. Algunos servicios especiales pueden tener números cortos; es el caso de algunos números de urgencias como el 112 o 911 y otros que dependen del país o la región. Muchos sistemas también permiten las llamadas dentro de un área local sin marcar el prefijo local.

## Números internacionales

Códigos locales de Polonia

La mayoría de las redes telefónicas actuales están interconectadas en la red telefónica internacional, donde el formato de los números de teléfono está estandarizado por UIT-T en la recomendación E.164, que especifica que el número completo debe constar de un máximo de 15 dígitos y comenzar por un prefijo nacional. En la mayoría de los países, este prefijo nacional es seguido por un prefijo de zona o de ciudad, y por el número de abonado, que puede contener el código de una central telefónica concreta. La recomendación E.123 de la UIT-T describe cómo representar un número de teléfono internacional por escrito, comenzando con un signo más ("+") y el código de país. Para establecer una llamada con un número internacional desde una línea fija, el «+» debe ser sustituido por el prefijo internacional del país que origina la llamada. Los teléfonos móviles sí permiten la introducción del «+» directamente.
El plan de numeración telefónica y su reparto entre los diferentes operadores están controlados por los respectivos gobiernos, ya sea directamente o a través de organizaciones delegadas.
Antes de que se establezca una llamada telefónica, el número de teléfono debe ser marcado por el abonado llamante. El abonado que recibe la llamada puede tener un dispositivo que muestre el número de teléfono sin contestar la llamada.

## Códigos alfanuméricos

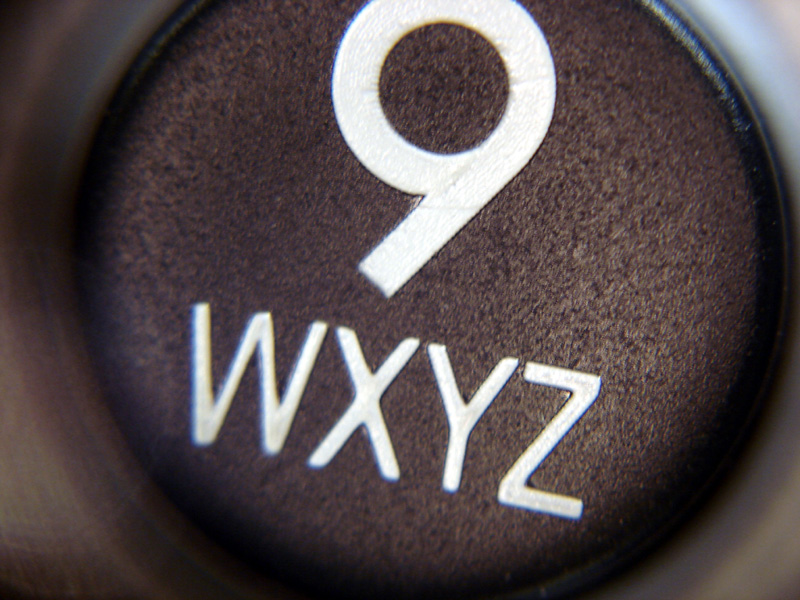
Letras asociadas a un número

Para recordar fácilmente números de teléfono en ocasiones se utilizan phonewords (del inglés phone words, palabras de teléfono), que son códigos que utilizan tanto números como letras. P.e. el Canal de Isabel II utiliza para atender a sus clientes el código 9000CANAL, equivalente al número de teléfono 900022625.